# Remuage

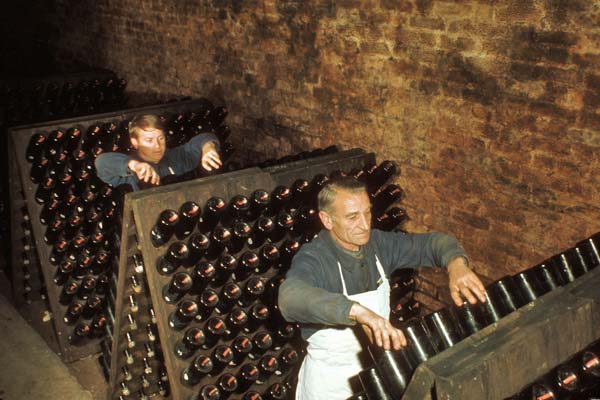
Remuage manuel de bouteilles de champagne.

Le remuage consiste à favoriser la sédimentation des résidus de la prise de mousse, lors de l’élaboration des vins effervescents.

## Procédé

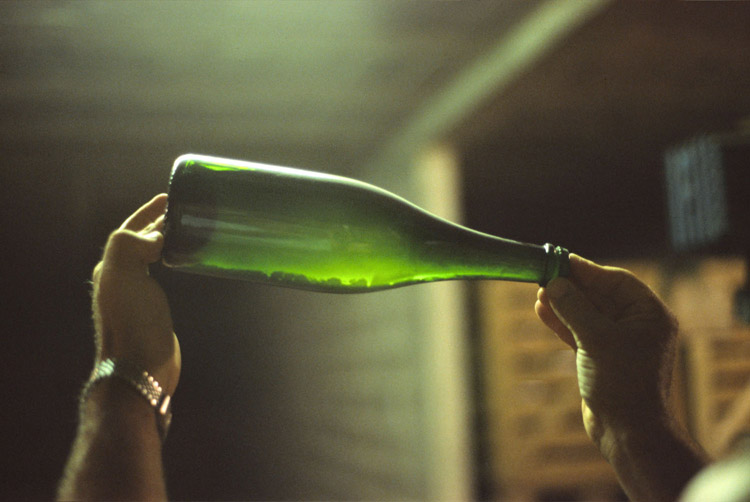
Sédiments qui seront éliminés après l’étape du remuage.

Le remuage est réalisé en faisant tourner les bouteilles sur leur axe, tout en les conservant à l’envers, tête vers le bas. Les sédiments sont principalement des levures mortes issues de la seconde fermentation.
Au bout d'environ deux mois, toutes les lies sont rassemblées contre la capsule, dans le goulot de la bouteille. Les bouteilles sont alors stockées la pointe en bas, « sur pointe ».
Cette étape intervient durant l'élevage, avant l’étape du dégorgement.

## Remuage manuel

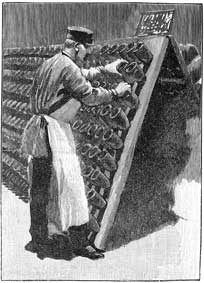
Gravure représentant le remuage, Le Remueur, 1889.

Après le vieillissement, on déplace les bouteilles sur des supports spéciaux en bois, appelés « pupitres » (invention de ces râteliers à trous obliques en 1813 par Barbe-Nicole Clicquot-Ponsardin dite la Veuve Cliquot et Antoine Müller, employé de la maison Clicquot, remplaçant les bacs à sable utilisés par les moines), en forme de V renversé et comportant des perforations, où elles sont penchées, le goulot vers le bas.
Chaque jour, les bouteilles sont remuées, c'est-à-dire tournées d'un quart de tour, d'un mouvement sec, afin de décoller les lies de la paroi de la bouteille et de les faire descendre vers le goulot. Une rotation alternée (d'abord à droite, puis à gauche), complétée par le relèvement progressif de la bouteille, finit par regrouper la totalité des lies (le dépôt) contre la capsule.
Les négociants et les coopératives ont abandonné cette technique, mais elle se pratique encore fréquemment chez les petits vignerons qui ne sont pas équipés de moyens automatisés, et elle tend à réapparaître dans les grands domaines qui souhaitent conserver une image traditionnelle.

Pupitres de remuage
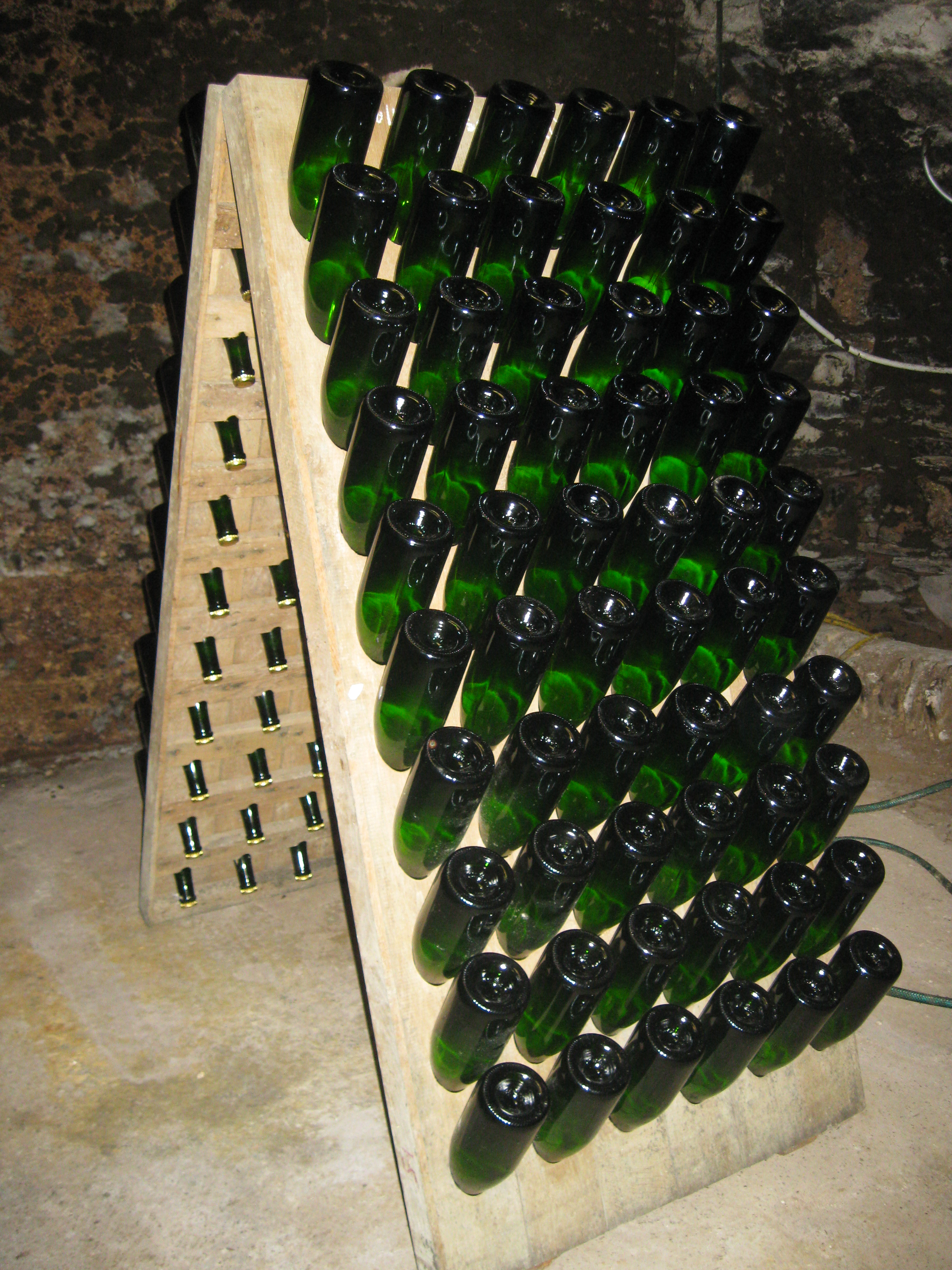
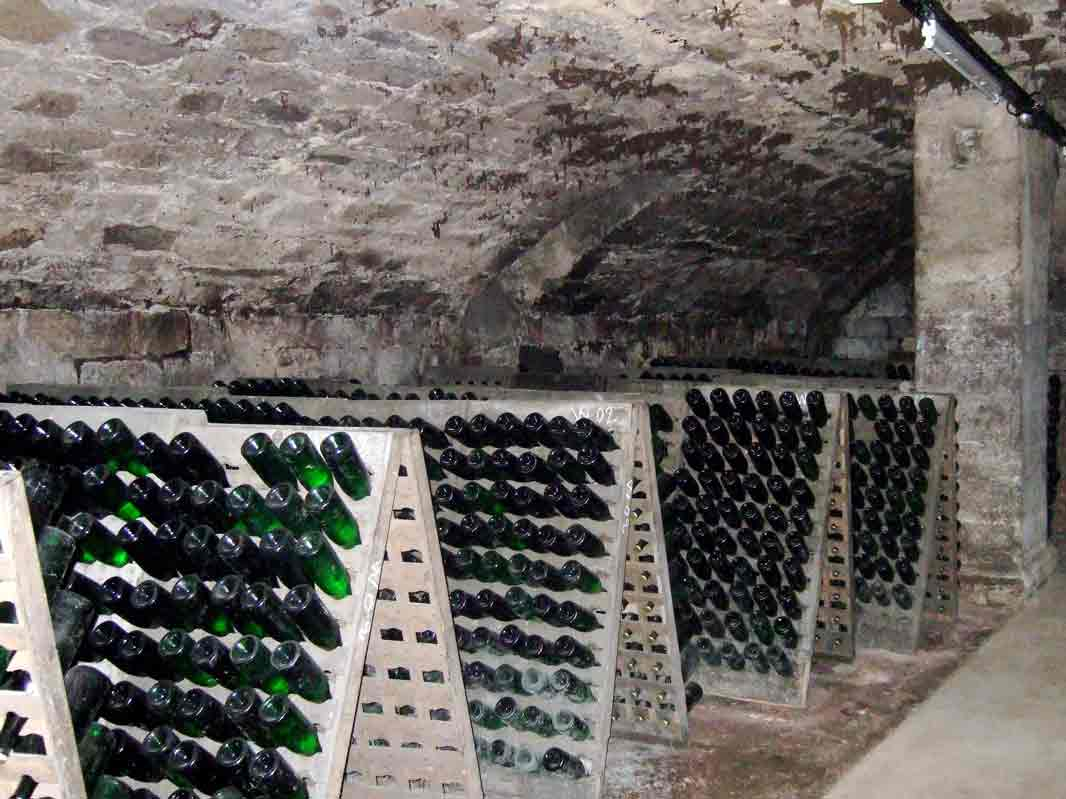

## Remuage mécanique
Le remuage peut être mécanisé et se faire à l'aide de remueurs automatisés, (comme le Gyropalette, marque déposée). Ils comportent 1, 2, 4 ou 6 cages remuant chacune 504 bouteilles standard.

Remueurs automatisés
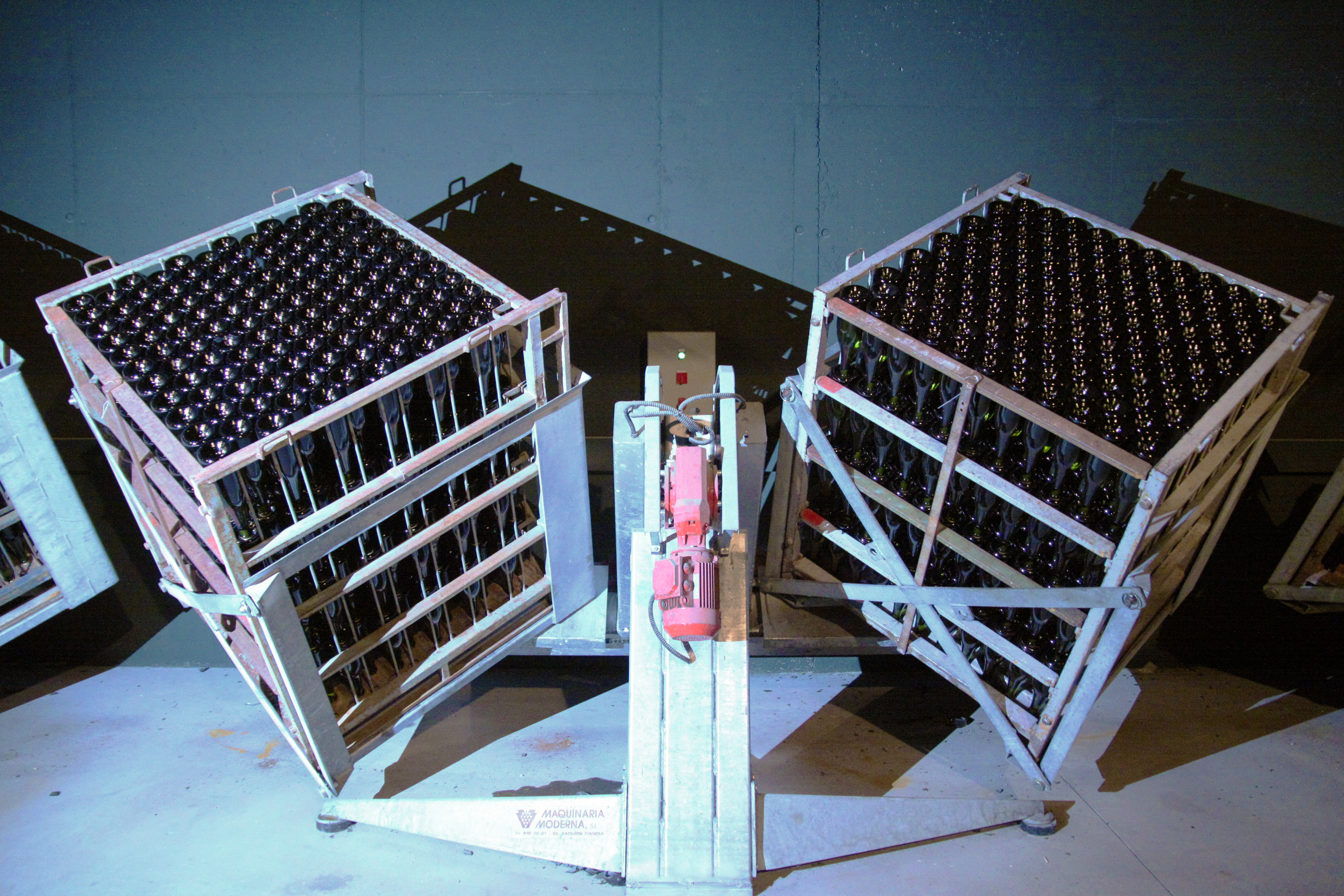
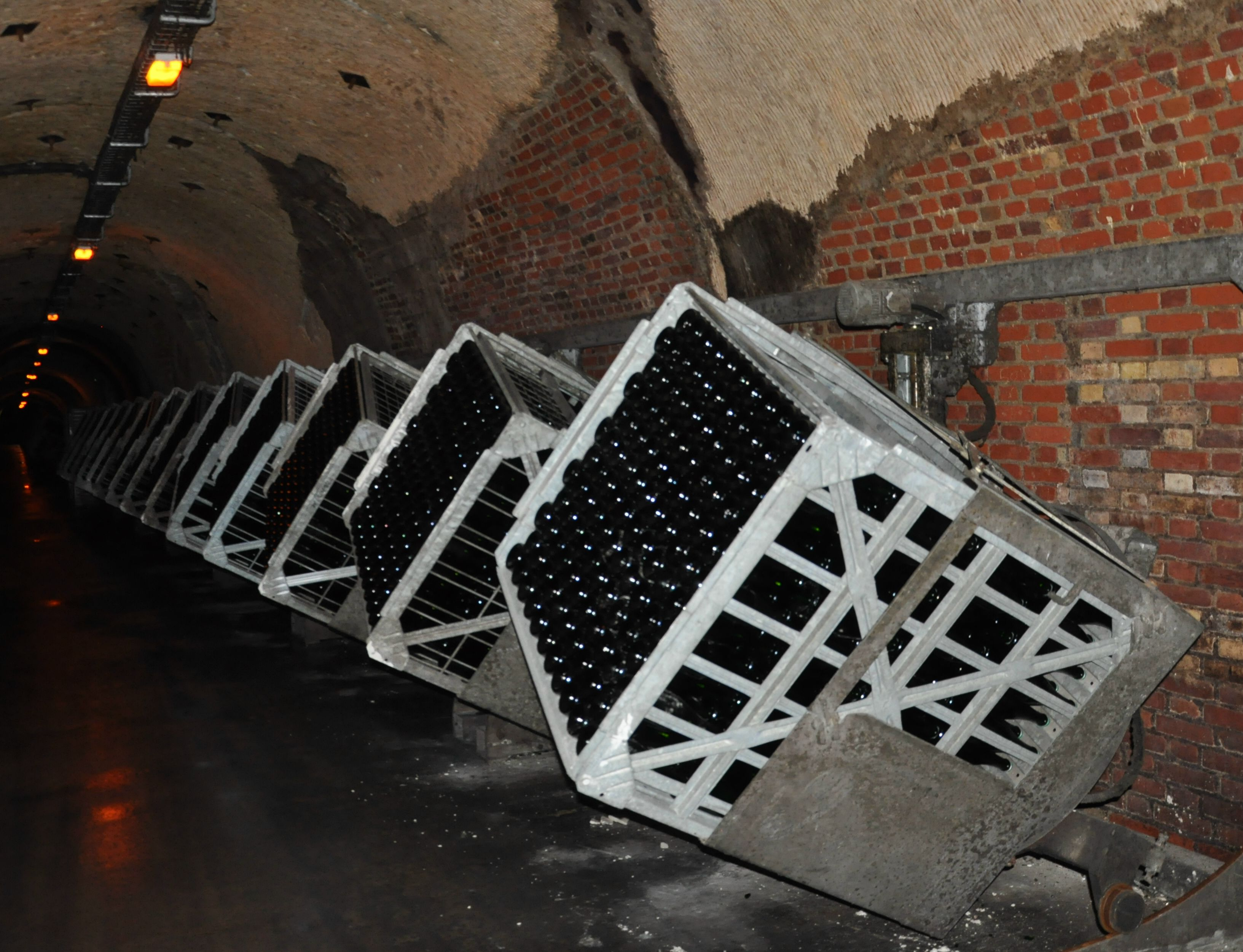